# Jaguar Land Rover
Die Jaguar Land Rover Ltd. ist eine Tochtergesellschaft des indischen Automobilherstellers Tata Motors mit den Automarken Jaguar und Land Rover. Sie entstand 2013 aus der Übernahme der Land Rover Ltd. durch die Jaguar Cars Ltd., welche 2008 beide von Tata erworben worden waren.
Das Portfolio von Jaguar Land Rover umfasst auch die inzwischen als eigenständige Marke geführte Land-Rover-Modellreihe Range Rover. Die Produktion der ebenfalls von Tata erworbenen Marke Daimler wurde bereits 2009 eingestellt. Tata hält außerdem die ungenutzten Namensrechte an Lanchester und Rover, obwohl die MG Rover Group in der chinesischen Shanghai Automotive Industry aufging.
Vom 10. September 2020 bis zum 31. Dezember 2022 war Thierry Bolloré der CEO von Jaguar Land Rover, er saß bis zum Oktober 2019 im Verwaltungsrat von Renault.
Anfang des Jahres 2023 entschloss sich der Vorstand des Unternehmens eine vereinheitlichte Erscheinung zu verwirklichen und so beide Fusionsmarken Jaguar und Land Rover im Markennamen und der Markenerscheinung zu vereinen. Im Zuge dessen wurden die Modellreihen Discovery, Defender und Range Rover zu eigenen Markenreihen der JLR Limited aufgewertet.

## Umsätze
Das Finanzjahr von JLR beginnt jeweils am 1. April des Vorjahres.
| Jahr | In Mia. GBP | Verkaufte Fzg. global |
| ---- | ----------- | --------------------- |
| 2011 | 9,871       |                       |
| 2012 | 13,512      |                       |
| 2013 | 15,784      |                       |
| 2014 | 19,386      |                       |
| 2015 | 22,106      |                       |
| 2016 | 22,286      |                       |
| 2017 | 24,339      |                       |
| 2018 | 25,786      |                       |
| 2019 | 24,214      |                       |
| 2020 | 22,984      |                       |
| 2021 | 19,731      |                       |
| 2022 | 18.320      | 330.781               |
| 2023 | 22,8        | 420.584               |
| 2024 | 29          | 431.733               |
| 2025 | 29          | 428.854               |

## Standorte
- Coventry: Unternehmenssitz und Entwicklungszentrum
- Gaydon: Entwicklungszentrum
- Birmingham: Jaguar-Stammwerk; Endmontage Jaguar XE, Jaguar XF, Jaguar F-Type
- Solihull: Land-Rover-Stammwerk; Endmontage Range Rover, Range Rover Sport, Range Rover Velar, Jaguar F-Pace
- Wolverhampton: Motorenwerk
- Halewood: Endmontage Range Rover Evoque, Land Rover Discovery Sport
- Nitra: Endmontage Land Rover Defender & Land Rover Discovery
- Budapest: Entwicklungszentrum
- Pune: Endmontage  Range Rover Evoque, Land Rover Discovery Sport, Range Rover Velar, Jaguar XE, Jaguar XF, Jaguar F-Pace
- Changshu: Endmontage Range Rover Evoque, Land Rover Discovery Sport, Jaguar E-Pace, Jaguar XEL, Jaguar XFL
- Itatiaia: Endmontage Land Rover Discovery Sport
- Portland (Oregon): Entwicklungszentrum

Die Modelle Jaguar E-Pace (für europäische und nordamerikanische Märkte) und Jaguar I-Pace (für alle Märkte) werden bei Magna Steyr in Graz im Auftrag gefertigt.